# Andrés Santas
Andrés Santas (9 de agosto de 1913 - 16 de diciembre de 1985) fue un médico y docente argentino. Fue rector de la Universidad de Buenos Aires.

## Carrera
Se graduó en la Universidad de Buenos Aires (UBA) con medalla de oro de la promoción 1935. Entre 1947 y 1949, fue becado por la UBA para perfeccionarse en Cirugía Torácica y Cardiovascular en la Universidad de Harvard,  donde se desempeñó como Instructor de Cirugía. También ocupó ese cargo en la Universidad Johns Hopkins de Baltimore. 
En la UBA, se desempeñó como Profesor Titular de la primera cátedra de Cirugía de la Facultad de Medicina. Creó el Centro de Pedagogía Médica y el Centro Latinoamericano de Administración Médica. Fue Decano de la Facultad de Medicina y posteriormente rector de la UBA. Presidente de la Asociación Argentina de Educación Médica y Presidente de la Federación Mundial de Educación Médica. Miembro de la Academia Nacional de Medicina. 
El sistema de residencias médicas, fue creado por William Halsted en 1910, en el Johns Hopkins Hospital de los Estados Unidos. En la Argentina, se tiene como antecedente la creación del cargo de médico residente externo en 1946 por Tiburcio Padilla, en el Instituto de Semiología del Hospital de Clínicas de Buenos Aires, y la residencia de cirugía que, en 1952, Augusto Moreno implantó en el Hospital de Lanús. La concreción definitiva de las residencias, fue resultado del esfuerzo, entre otros, de Mario Brea y Andrés Santas que, en 1956, las institucionalizaron y extendieron en el país. 
Andrés Santas decía: “Lo que el país necesita. Lo que la sociedad espera. Lo que la universidad puede. Lo que el alumno aspira.”
Andrés Santas escribió libros y trabajos especializados. Recibió numerosos premios, entre los que destacan: Maestro de la Medicina Argentina (1981) y Ángela Iglesia de Llano de la Academia Nacional de Medicina. Falleció el 16 de diciembre de 1985.